# Estrela (Lissabon)
Estrela is een plaats (freguesia) in de Portugese gemeente Lissabon en telt 20.267 inwoners (2021).

## Indeling
In 2012 werd de freguesia Estrela gevormd uit de samenvoeging van drie freguesia's.
| Huidige freguesia | Huidige freguesia | Huidige freguesia | Freguesias voor 2012 | Freguesias voor 2012 | Freguesias voor 2012 |
| Freguesia         | Inwoners          | Oppervlakte       | Freguesias           | Inwoners             | Oppervlakte          |
| ----------------- | ----------------- | ----------------- | -------------------- | -------------------- | -------------------- |
| Estrela           | 20.128            | 4,60 km²          | Lapa                 | 8.000                | 0,74 km²             |
| Estrela           | 20.128            | 4,60 km²          | Prazeres             | 8.096                | 1,57 km²             |
| Estrela           | 20.128            | 4,60 km²          | Santos-o-Velho       | 4.020                | 0,53 km²             |
| Census: 2011      |                   |                   |                      |                      |                      |

| Detailkaart              |
| ------------------------ |
|                          |
| Indeling voor en na 2012 |